# Eleição municipal de Uberlândia em 2020
A eleição municipal da cidade de Uberlândia em 2020 ocorreu no dia 15 de novembro em turno único, com o objetivo de eleger um prefeito, um vice-prefeito e 27 vereadores responsáveis pela administração da cidade, que se iniciou em 1° de janeiro de 2021 e com término em 31 de dezembro de 2024. O prefeito Odelmo Leão, do Progressistas (PP) foi reeleito com 70,47% dos votos válidos.
Originalmente, as eleições ocorreriam em 4 de outubro (primeiro turno) e 25 de outubro (segundo turno, caso necessário), porém, com o agravamento da pandemia de COVID-19 no Brasil, as datas foram modificadas.